# Departamento Nueve de Julio (Santa Fe)
Nueve de Julio es uno de los 19 departamentos en los que se divide la provincia de Santa Fe, Argentina. Se encuentra al noroeste de la provincia. Su cabecera es la ciudad de Tostado que se encuentra a 334 km de la capital provincial. Limita al este con el departamento Vera, al sur con el departamento San Cristóbal, al norte con la provincia del Chaco y al oeste con la provincia de Santiago del Estero. El Departamento fue creado mediante la ley 1358 de 1907, con territorios cedidos por los Departamentos de Vera y San Cristóbal. 

## Límites
Limita al este con el departamento Vera, al sur con el departamento San Cristóbal, al norte con la provincia de Chaco y al oeste con la provincia de Santiago del Estero. 

## Geografía

### Relieve
El relieve es una extensa llanura, cuyos sedimentos han ido colmando una gran fosa tectónica de hundimiento. En algunos lados se encuentra suavemente ondulado a plano o deprimido en las cercanías de los arroyos y los ríos como el río Salado, y en donde se presentan desde bosques bajos hasta amplias sabanas de pastizales y pajonales, marca el nexo con la zona pampeana del sur. La Pampa norte que se abre a partir de aquí se caracteriza por la monótona llanura sólo interrumpida por los ríos, arroyos y suaves lomadas. 

### Hidrografía
El río Salado, al entrar en Santa Fe recibe numerosos canales y cursos de agua originados en lagunas y cañadas: ríos Calchaquí, arroyos Las Conchas, San Antonio y Cululú, desembocando finalmente en el Río Coronda, brazo del Paraná al sur de la ciudad de Santa Fe. Presenta una creciente estival y una bajante que abarca el resto del año. 

### Azud nivelador en Tostado
El azud nivelador es una construcción sobre el río Salado, a la vera de la Ruta Nacional 95, esta obra permitirá embalsar el agua y garantizar una reserva importante de este vital elemento.
La obra regulará un caudal aproximado de 20 metros cúbicos por segundo y asegurará, en caso de que posibles anegamientos superen ese tope, que el derrame no afecte el valle inundación. Esta obra se inauguró el 2 de octubre de 2013.

### Clima
Condiciones climáticas de tipo subtropical con estación seca; la variación de la temperatura es acentuada entre las estaciones y las lluvias predominan en verano. 

### Flora y fauna

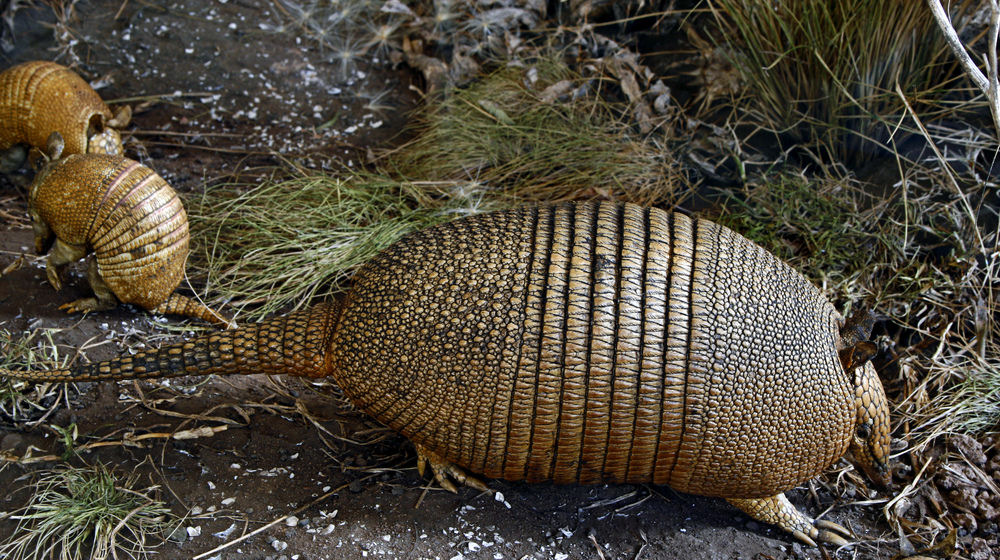
Mulita

Las condiciones autóctonas de la flora ha sufrido cambios por la acción del avance de los cultivos, a lo que se ha sumado la introducción de árboles exógenos, como: paraíso, álamo, eucalipto, acacia, pino, etc. En el departamento abundan los quebrachales y otros árboles de maderas duras, que forman montes tupidos. Los animales autóctonos, naturalmente escasos en número en esta región, fueron siendo raleados por la expansión agroganadera. Entre la casi extinta fauna autóctona se destacan el venado, el zorrino, el puma, el ñandú, el peludo, Ia mulita, el zorro pampeano, la vizcacha y el gato de los pajonales. También, se puede encontrar serpientes yarará, lagartos, batracios y aves como el carancho, perdices, chorlos, lechuzas, búhos, colibríes, horneros, benteveos y tordos. 

### Fauna ictícola
Está compuesta por más de 200 especies. De ellas se destacan diversas clases de peces como: dorado, armado, surubí, patí, mojarra, sábalo, manduví, amarillo, boga, pacú, viejas del agua y moncholo.

## Economía
La base de la economía del departamento se basa en el ganado, no solo por la carne; sino también por la leche (en menor proporción). Algo muy importante es la agricultura de soja, algodón, trigo, sorgo entre otras.

### Industrias
Las industrias más conocidas del departamento son la desmotadora de algodón (Villa Minetti), empresa de molinos Surgente (Tostado), frigoríficos, panificadora Yemar

## Demografía
Según los resultados definitivos del censo de 2022 la población del departamento alcanza los 30.995 habitantes.
La población se encuentra repartida en 15 679 mujeres y 15 316 hombres, con un índice de masculinidad de 97,7 hombres por cada 100 mujeres. 
La edad mediana de la población es de 30 años (31 años entre las mujeres y 30 años entre los hombres).
El 9,5% de la población tiene más de 65 años (frente al 7,4% en 2010), y el 1,7% de la población tiene más de 80 años (frente al 1,3% en 2010)
De las personas residentes en el departamento, unas 3 652 (11,8% del total departamental) nacieron en otra provincia, y unas  69 (0,2% del total departamental) lo hicieron fuera del país, siendo los grupos de inmigrantes más numerosos los provenientes de:
- Uruguay: 10 personas
- Bolivia: 7 personas
- Colombia: 6 personas
- Paraguay: 5 personas
- Italia: 3 personas

## Distritos
El departamento comprende un total de 11 distritos, categorizados en 1 municipio:
| Municipio | Población municipio (2010) | Población localidad (2010) |
| --------- | -------------------------- | -------------------------- |
| Tostado   | 15.533                     | 14.582                     |

Y 10 comunas:
| Comuna                  | Población comuna (2010) | Población localidad (2010) |
| ----------------------- | ----------------------- | -------------------------- |
| Esteban Rams            | 311                     | 169                        |
| Gato Colorado           | 1.412                   | 998                        |
| Gregoria Pérez de Denis | 2.039                   | 1.358                      |
| Juan de Garay           | 63                      | --                         |
| Logroño                 | 860                     | 630                        |
| Montefiore              | 315                     | 146                        |
| Pozo Borrado            | 1.417                   | 980                        |
| San Bernardo            | 819                     | 228                        |
| Santa Margarita         | 1.365                   | 993                        |
| Villa Minetti           | 5.698                   | 4.876                      |

## Festividades

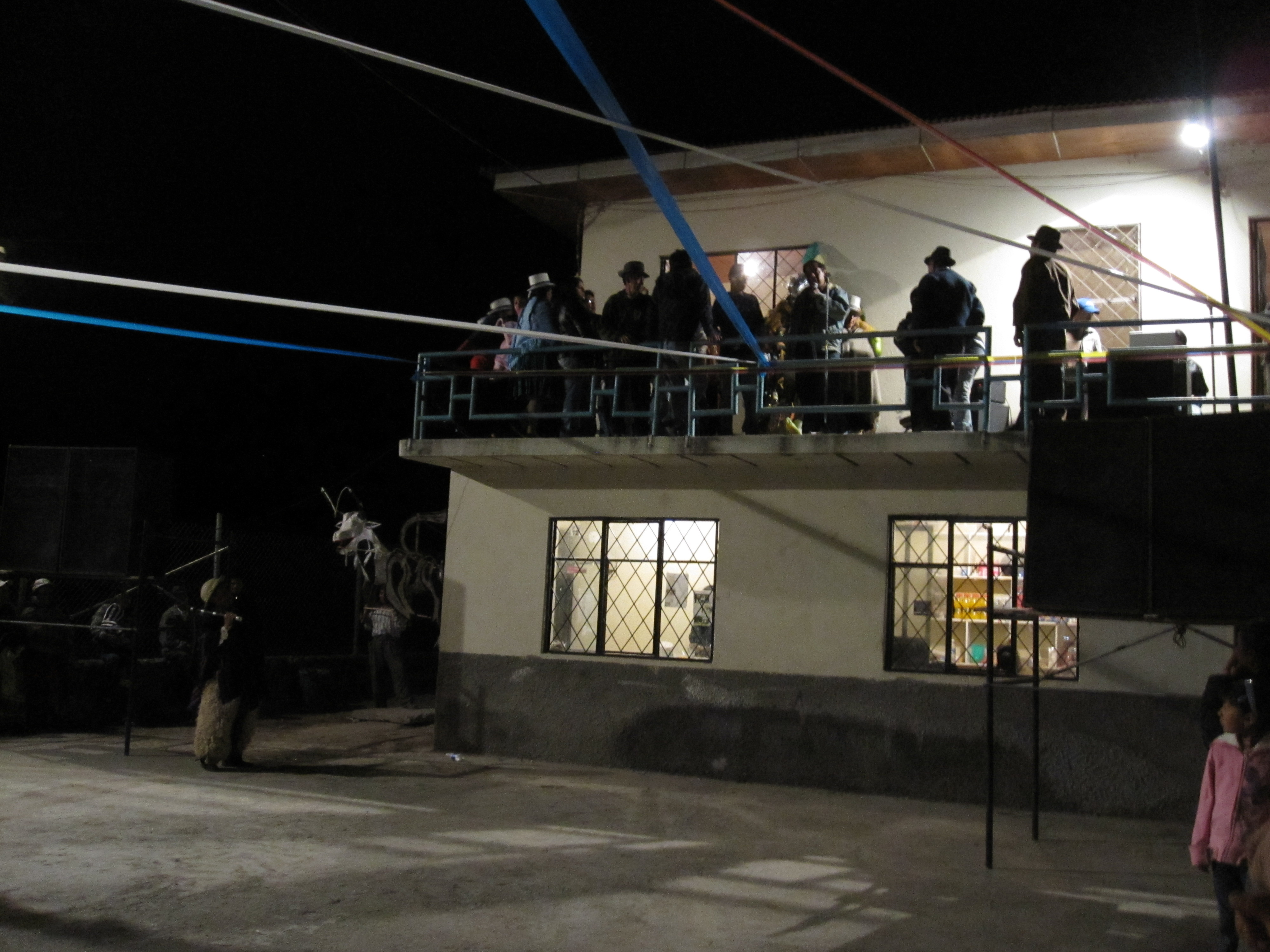
Fiesta de la mulita en Gregoria Pérez de Denis

Festival de doma y chamamé, fiesta de las trincheras, fiesta de la cerveza en la ciudad de Tostado.La Fiesta de la mulita. 
La Fiesta del Ternero en la localidad de Villa Minetti.